# Wetterschenkel

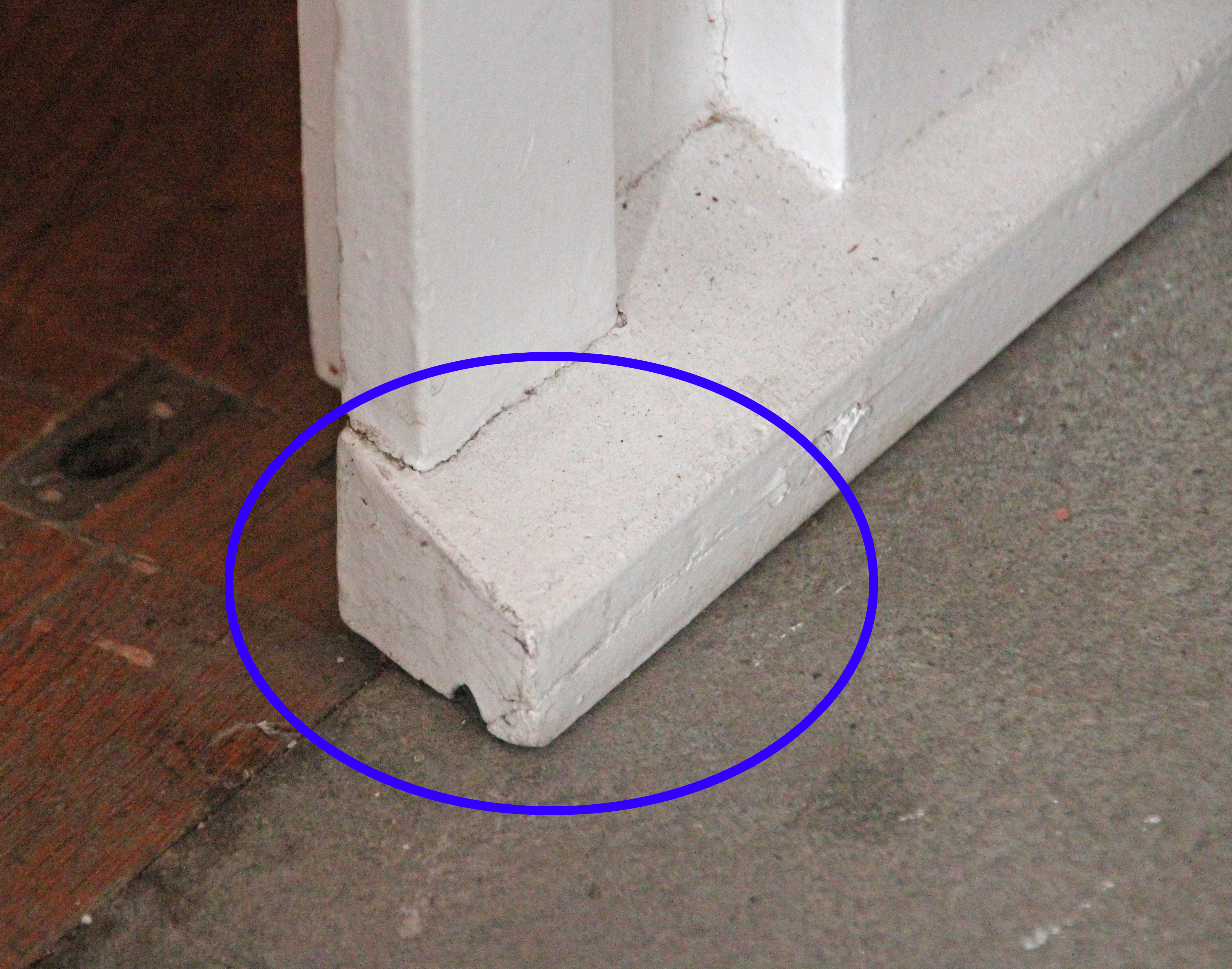
Balkontür mit unterem Wetterschenkel und Tropfkante

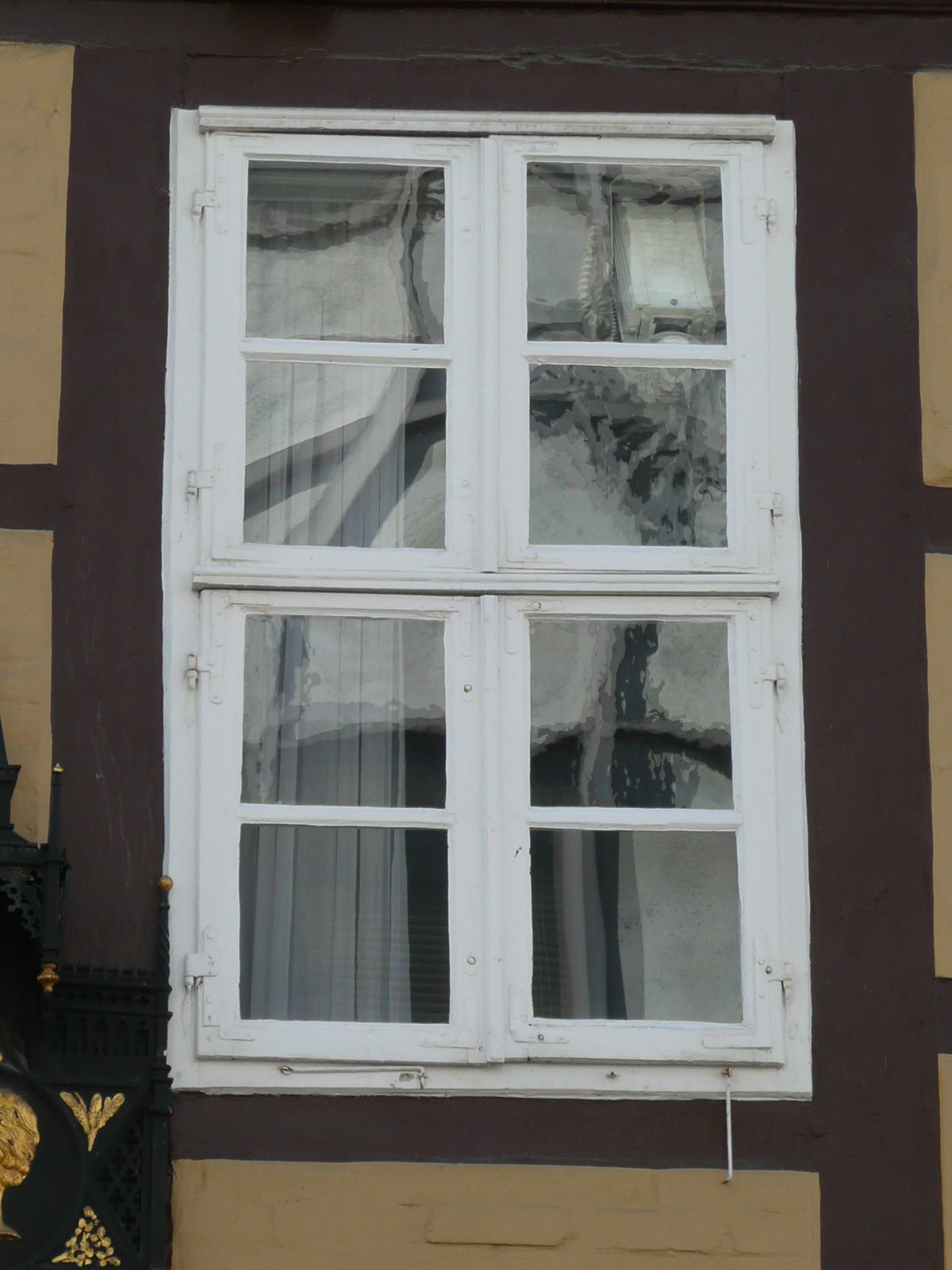
Historisches Holzfenster mit nach außen aufschlagenden Flügeln und zwei oben sitzenden Wetterschenkeln (Celle, Poststraße 7)

Ein Wetterschenkel (Wasserschenkel) ist ein ausladendes Holzprofil an wetterbeanspruchten Fenstern oder Türen, das darunter liegende Fugen vor Schlagregen schützt.

## Funktion und Konstruktion
Bei historischen Fenstern und Türen ist der Wetterschenkel ein schräg abwärts ausgebildetes Holzprofil mit Wassernase. Sein Anbringungsort hängt von der Aufschlagrichtung des Fensters bzw. der Tür ab. Bei nach innen aufschlagenden Fenster oder Türen sitzt der Wetterschenkel unten am Flügelrahmen. Bei nach außen aufschlagenden Fenstern oder Türen sitzt der Wetterschenkel über dem Flügel und ist am oberen Blendrahmen (bzw. am Kämpfer) befestigt.
Hölzerne Wetterschenkel als besonders witterungsbeanspruchte Bauteile müssen bei länger unterlassener Anstrichpflege häufig ersetzt werden. Eine handwerkliche Reparatur bzw. der Ersatz des Wetterschenkels ist in der Regel möglich.
Bei modernen Fensterkonstruktionen ist der Wetterschenkel ersetzt durch die sogenannte Aluminium-Regenschutzschiene, die flach ist und nicht am Flügel, sondern am Rahmen befestigt wird. Das Erscheinungsbild ist wegen des fehlenden Profils und Schattenwurfs gegenüber historischen Fenstern verändert, so dass bei deren Erneuerung in der Baudenkmalpflege immer noch Fenster mit aufgesetzten konstruktiven Wetterschenkeln verlangt werden.